# 天運 (陳周全)
天運（てんうん、台湾語：Thian-ūn）は、清代に台湾天地会の首領陳周全が自立し建てた私年号。1795年旧3月。

## 西暦・干支との対照表
| 天運 | 元年     |
| 西暦 | 1795年   |
| 干支 | 乙卯     |
| 清   | 乾隆60年 |